# مینا (قبیله)
مینا نام قبیله‌ای است که بیشتر در مناطق راجستان و مادیا پرادش هند سکونت دارند. مینایی‌ها ادعا می‌کنند که تبارشان به آواتار ماتسیای ویشنو و پادشاهی ماتسیای باستان می‌رسد.